# Емил Верхарен
Емил Верхарен (понякога изписван като Емил Верхарн, на френски: Émile Adolphus Gustavus Verhaeren) е белгийски поет. Той е сред основоположниците на символизма и е смятан за една от най-значимите фигури в белгийската литература. Шест пъти е предлаган за Нобелова награда за литература.

## Биография
Емил Верхарен е роден на 21 май 1855 година в Синт Амандс, провинция Антверпен, в семейство на френскоезични фламандци от средната класа. Макар като дете да говори и местния нидерландски диалект, той получава образованието си изцяло на френски и по-късно пише на този език. От 1866 година учи в йезуитския колеж „Света Варвара“ в Гент, а след това завършва право в Льовенския католически университет, където за пръв път започва да публикува свои текстове. Там се сближава с кръга от писатели, които стоят в основата на „Млада Белгия“ (Емил ван Аренберг, Иван Жилкен и Албер Жиро).
След като се дипломира, през 1881 година Верхарен започва работа при известния брюкселски адвокат Едмон Пикар. В Брюксел той се включва активно в живота на артистичните среди и няколко години след като се установява там се отказва от юридическата си кариера, за да се занимава с литература. Започва да публикува стихотворения и критични статии в белгийски и чуждестранни списания, сред които „Ар модерн“ и „Жон Белжик“. В художествената си критика подкрепя млади художници като Джеймс Енсор.
През 1883 година публикува първата си стихосбирка „Фламандки“ (Les Flamandes), включваща реалистични и натуралистични стихове, посветени на родната му страна. Приета с ентусиазъм в авангардистките кръгове, тя предизвиква скандал в родното му място. Родителите му дори опитват, с помощта на селския свещеник, да изкупят целия тираж на книгата и да я унищожат. Скандалът всъщност е негласна цел на автора, стремящ се да получи известност, и той продължава активно да пише поезия. Следващите му стихосбирки включват символистични стихотворения с мрачен тон – Les Moines, Les Soirs, Les Débâcles и Les Flambeaux noirs.
През 1891 година се жени за Март Масен, художничка, известна с акварелите си, с която се запознава две години преди това. Двамата се установяват в Брюксел, а любовта му към нея е отразена в три стихосбирки с любовна лирика – Les Heures claires, Les Heures d'après-midi и Les Heures du soir.
Следват поредица издания, превърнали го в един от най-плодовитите френскоезични поети на епохата. През 1898 година е поставена и първата му пиеса, Les Aubes.
В края на века Емил Верхарен се превръща в своеобразен говорител на авангардните артистични кръгове в Брюксел и става автор на множество критически статии в издания, като „Жон Белжик“ и „Ар Модерн“. С дейността си той допринася за популяризирането на много млади писатели и художници, сред които е и Джеймс Енсор.
В началото на 20. век Верхарен вече е международно известен, пътува и изнася лекции в цяла Европа, а произведенията му са преведени на повече от 20 езика. Той е изявен пацифист и преживява тежко началото на Първата световна война. По време на войната се установява в Англия, където пише последната си стихосбирка „Червените крила на войната“ (Les Ailes rouges de la Guerre).
На 27 ноември 1916 година Верхарен посещава руините на абатството в Жумиеж. Вечерта, след като същия ден сутринта е изнесъл лекция в Руан, той умира при инцидент, изблъскан от тълпата под колелата на тръгващ влак, на който се опитва да се качи. Свидетел на случката е приятелят му Виктор Жилсул, който в този момент се намира до него.

### Стихосбирки
- Les Flamandes, 1883
- Les moines, 1886
- Les soirs, 1888
- Les débâcles, 1888
- Les flambeaux noirs, 1891
- Les campagnes hallucinées, 1893
- Les villes tentaculaires, 1895
- Les heures claires, 1896
- Les visages de la vie, 1899
- Les forces tumultueuses, 1902
- La multiple splendeur, 1906
- Les rythmes souverains, 1910
- Les ailes rouges de la guerre, 1916
- Les flammes hautes, 1917 [написана през 1914]

Критически текстове и есеистика
- James Ensor
- Rembrandt
- Monet
- Impressions (3 тома)

Пиеси
- Le cloître (драма в четири действия)
- Philippe II
- Hélène de Sparte
- Les Aubes

### Емил Верхарен на български език
- Четири поеми: Песни на луди; Бунт; Рибарите на кон, превод Гео Милев, Ст. Загора: книгоизд. Касабов, 1915
- Поеми, превод Гео Милев, Ст. Загора; София: Везни, 1923
- Ковач: Поема, превод Гео Милев, София: Пламък, 1924
- Разкази: Добра смърт; На село; Опдорския панаир; Трите приятелки; Една нощ, превод Светослав Минков и Владимир Полянов, София: Филип Чипев, 1925
- Стихии: Избрани стихотворения и поеми, съставителство и превод Лъчезар Станчев, София: Народна култура, 1965[8]
- Възхвала на вятъра: Стихотворения и поеми, съставителство Лъчезар Станчев, превод Гео Милев, Елисавета Багряна, Лъчезар Станчев, София: Народна култура, 1986[9]
- Стихотворения (на български и френски), съставителство и превод Кирил Кадийски, София: Нов Златорог, 2011
- Полунощни приказки, превод Красимир Кавалджиев, София: Библиоскоп, 2012
- Пламъци над календара, съставител Николай Тодоров, превод Лиляна Крушева-Стойнова, София : ИК Гутенберг, 2016
- Поезия в проза, съставителство и превод Тодорка Минева, София: СОНМ, 2021